# Sant German de Salas
Saint-Germain-de-Salles és un municipi francès del departament de l'Alier, a la regió d'Alvèrnia-Roine-Alps.